# Karabin maszynowy Breda Mod. 38
Breda 38, włoski karabin maszynowy kalibru 8 mm używany w okresie II wojny światowej.  Stanowił także wyposażenie włoskich czołgów M11/39 oraz M13/40 i M14/41, produkowany także jako broń piechoty w wersji na trójnogu, używana była także podwójnie sprzężona wersja przeciwlotnicza. Chłodzony powietrzem. Przy użyciu standardowej amunicji zasięg skuteczny wynosił około 800 do 1000 m przy prędkości wylotowej około 800 m/s. Używał także amunicji przeciwpancernej, przeciwpancerno-smugowej, zapalającej i smugowej.
Stosunkowo ciężka lufa ważąca prawie 4,5 kg pozwalała na długie prowadzenie ognia bez jej przegrzewania się, maksymalna szybkostrzelność teoretyczna wynosiła ok. 600 strzałów na minutę, ale w praktyce była znacznie niższa co było spowodowane często wymianą magazynków zawierających tylko 24 naboje.